# Arnold Schmidt (Mathematiker)

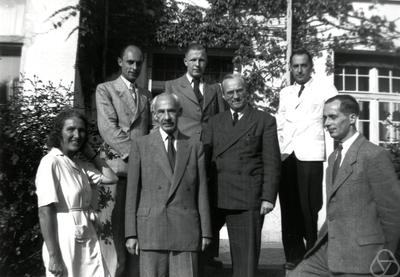
Herbst 1949 in Oberwolfach, von links: Irmgard Süss, Hans-Heinrich Ostmann, Paul Bernays, Gisbert Hasenjaeger, Arnold Schmidt, Herbert von Kaven, Kurt Schütte

Hermann Arnold Schmidt (* 11. Juli 1902 in Remscheid; † 16. September 1967 in Marburg) war ein deutscher Mathematiker, der sich mit mathematischer Grundlagenforschung und Logik beschäftigte.

## Leben und Werk
Schmidt, der Sohn eines Kaufmanns, studierte ab 1921 Mathematik in Heidelberg, München, Bonn und an der Universität Göttingen, wo er 1927 bis 1936 Assistent von David Hilbert war, und an dessen Neuauflage der Grundlagen der Geometrie er 1927 wesentlich beteiligt war. Er promovierte 1934 bei Hilbert (Die Herleitung der Spiegelung aus der ebenen Bewegung, Mathematische Annalen Bd. 109, S. 538). Ab 1935 war er an der Philipps-Universität Marburg, wo er sich 1937 habilitierte und 1939 Privatdozent wurde. 1940 war er an der Sternwarte Babelsberg, und von 1943 bis 1945 hatte er einen Lehrauftrag für Darstellende Geometrie an der Universität Berlin. Danach habilitierte er sich an der Universität Göttingen um und wurde dort 1946 außerplanmäßiger Professor. Ab 1950 war er ordentlicher Professor für Mathematik und mathematische Logik an der Universität Marburg, wo er auch Direktor des Mathematischen Instituts wurde. 1959 wurde er zum korrespondierenden Mitglied der Göttinger Akademie der Wissenschaften gewählt. 1962 gründete er die Deutsche Vereinigung für mathematische Logik und für Grundlagenforschung der exakten Wissenschaften (DVMLG), deren Vorsitzender er bis zu seinem Tod war. 1967 wurde er emeritiert.
Schmidt erweiterte in den 1940er Jahren die gruppentheoretische Behandlung der Begründung der Elementargeometrie (initiiert durch Gerhard Thomsen, aber von diesem nur im Fall der euklidischen Geometrie behandelt) auf die Absolute Geometrie.

## Schriften
- Mathematische Gesetze der Logik, Springer, Grundlehren der mathematischen Wissenschaften, 1960
- Die mathematische Grundlagenforschung, Enzyklopädie der mathematischen Wissenschaften, 1950